# Новопетрово (селище, Аромашевський район)
Новопетро́во (рос. Новопетрово) — селище у складі Аромашевського району Тюменської області, Росія.
Селище утворене 2010 року на місці селища Новопетровської нафтової станції перекачки на території Вагайського району. 2015 року селище передане до складу Аромашевського району.